# Кюхля
«Кюхля» — первый роман Юрия Тынянова, написанный им в 1924—1925 годах к юбилею декабристского восстания. Это роман-биография о Вильгельме Карловиче Кюхельбекере. Инициатива создания романа принадлежит Корнею Чуковскому. 
Чуковский в 1924 году был одним из слушателей лекции Тынянова о Кюхльбекере (в соответствии с тогдашними установками ОПОЯЗа и «формальной школы» посвящённой исключительно стилистике поэта), а затем, как вспоминает Корней Иванович, «когда после окончания лекции мы шли обратно по Невскому и потом по Литейному, Юрий Николаевич так художественно, с таким обилием живописных подробностей рассказал мне трагическую жизнь поэта, так образно представил его отношения к Пушкину, к Рылееву, к Грибоедову» и Чуковский, «наивно и, пожалуй, бестактно воскликнул» «Почему же вы не рассказали о Кюхле всего этого там, перед аудиторией, в клубе? Ведь это взволновало бы всех. А мне здесь, на улице, вот сейчас, по дороге, рассказали бы то, что говорили им там.» Через несколько недель благодаря Чуковскому ленинградское издательство «Кубуч» заключило с Тыняновым договор на написание популярной книги о Кюхельбекере для школьников. Корней Иванович вспоминает, что книга была написана Тыняновым буквально за три недели, и вместо 5 заказанных печатных листов в ней было 19.